# Памятник крокодилу
Памятник крокодилу — произведение постмодернизма, расположенное в центре города Ижевска.

## Описание памятника
Памятник представляет собой двухметровую статую антропоморфного крокодила во фраке, шляпе-цилиндре и галстуке-бабочке, непринуждённо (руки раскинуты, нога на ногу) расположившуюся в середине чугунной скамьи. На её брусьях вырезаны имена людей, причастных к созданию памятника.
Скульптура отлита из чугуна на заводе железобетонных конструкций в городе Чайковском. Макет создал студент Удмуртского Государственного Университета Асен Сафиуллин, отливал скульптор Павел Медведев. Концепцию памятника разрабатывал историк и культуролог Игорь Кобзев, финансировал сооружение памятника ЗАО «НПО Электромаш».
Памятник выполнен в стиле постмодерн, аналогично таким произведениям современного искусства, как памятник тамбовскому волку в Тамбове, букве «ё» в Ульяновске. Преподаватель Института искусств УдГУ Анвар Сафиуллин отметил, что памятник, отлитый в ажурном каслинском стиле, не выйдет «таким же чудовищем», как скульптуры Церетели на Манежной площади в Москве.

## История

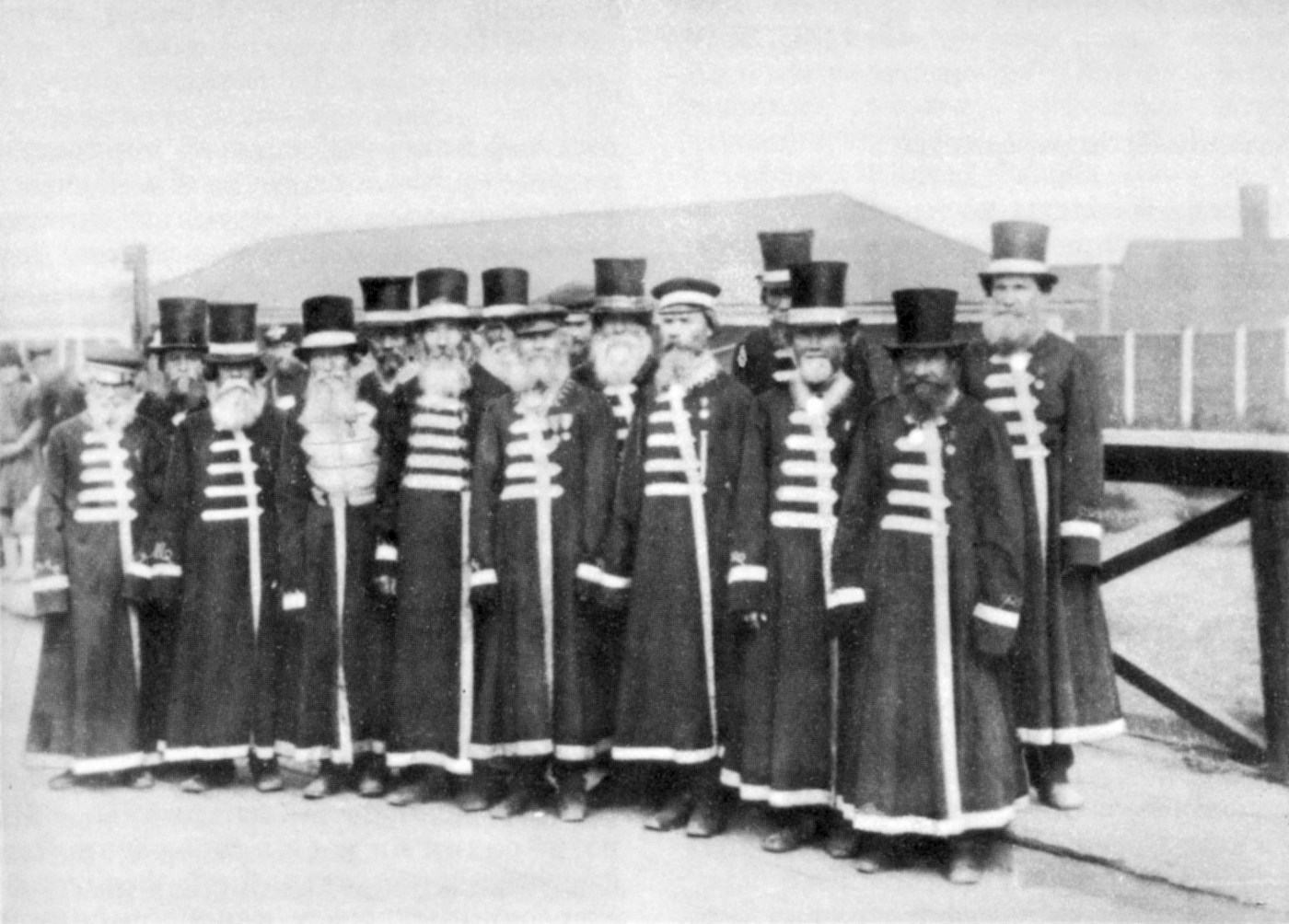
Ижевские оружейники-кафтанщики

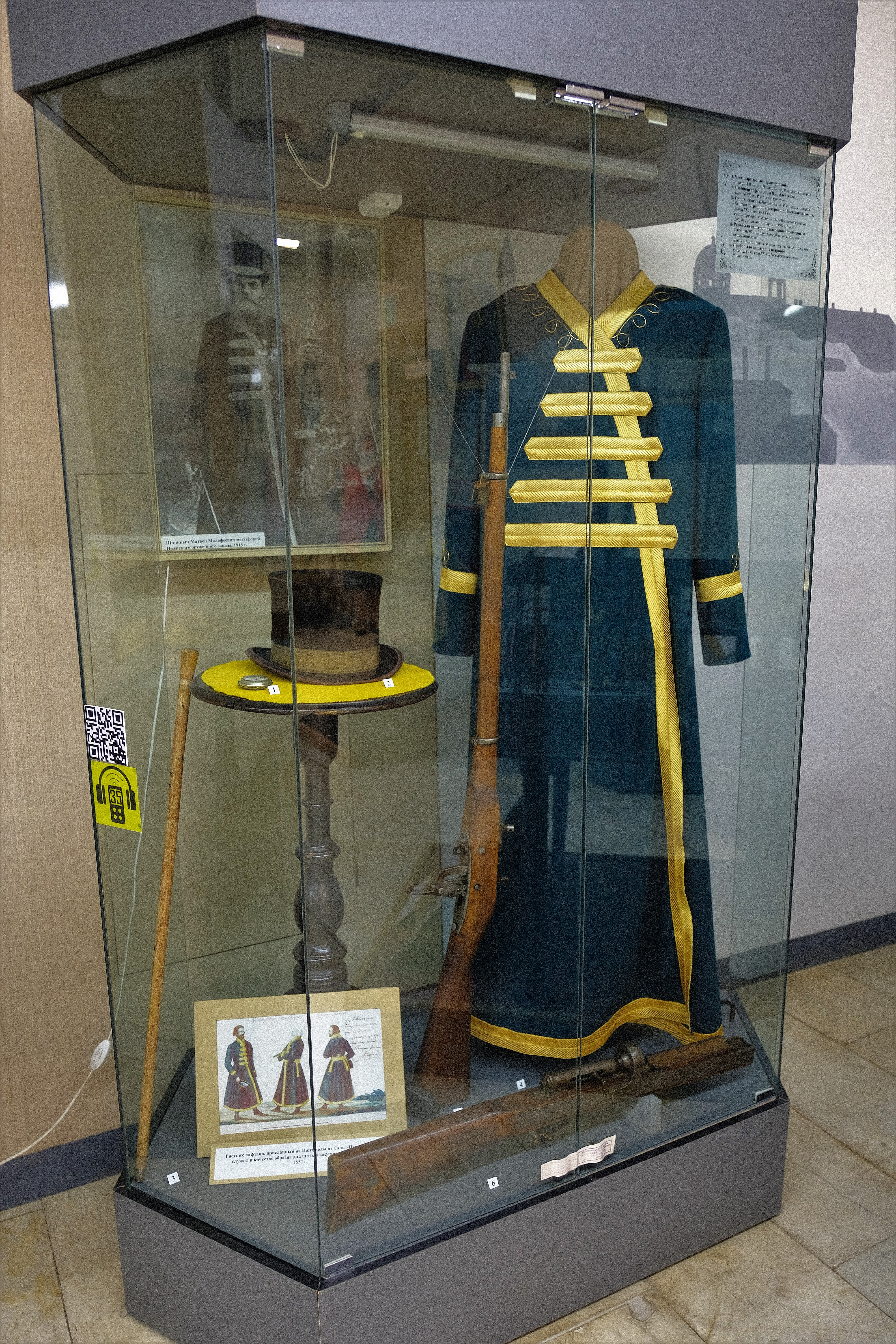
Наградной кафтан

Для создания скульптуры был создан общественный совет, в который вошли представители Министерства культуры, городской администрации, науки, искусства, бизнеса и СМИ. Планировалось, что новый памятник будет иметь юмористический смысл, должен был «очеловечить» безликость города, стать его неофициальным символом. Научным консультантом проекта был краевед Игорь Кобзев.
Выбор крокодила в качестве символа неслучаен. В начале двадцатого века существовала легенда о крокодилах, обитавших в городских речках Карлутке и Подборенке. Сообщение об этом будто бы имевшем место случае было опубликовано в приложении к «Вятским губернским ведомостям» 15 июля 1899 года. Возможно также, что само название реки Иж восходит к имени мифического водяного ящера. Вторая версия связана с тем, что до революции лучшие заводские мастеровые удостаивались звания кафтанщиков и награждались за счёт казны зелёным долгополым кафтаном и высоким цилиндром, за что в народе получали прозвище «крокодилы».

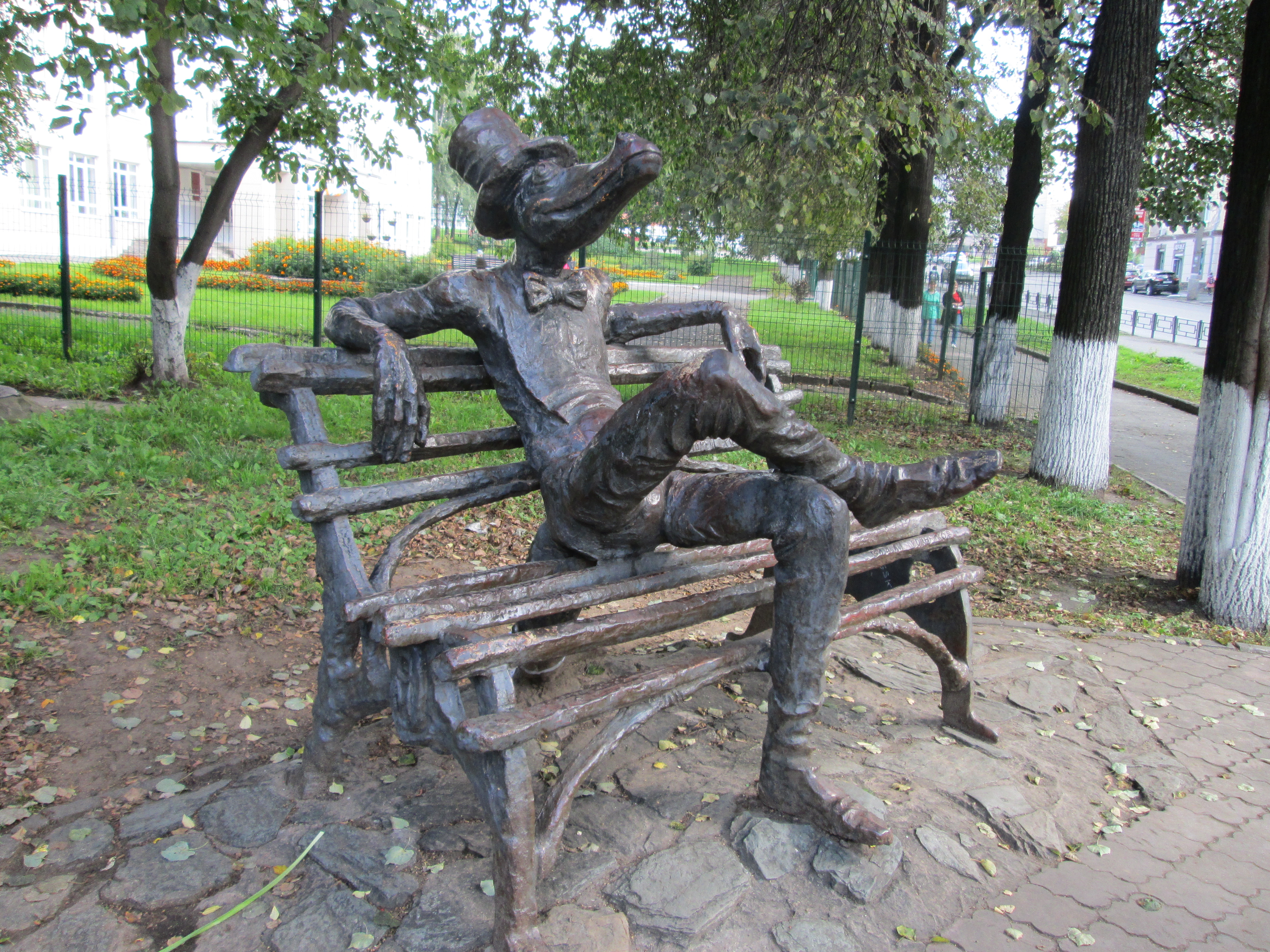
Скульптура летом

Установить памятник предполагалось в центральной части города, в районе улиц Пушкинской или Советской. В итоге выбор пал на пересечение Советской и Коммунаров, рядом с гимназией № 24.
Предполагалось открыть памятник ко дню города 12 июня. Однако открытие состоялось 17 сентября 2005 года в рамках Сетевого марафона «Культурная столица Поволжья». На церемонии «отцом» крокодила был провозглашён заместитель главы Администрации Ижевска Серегей Протозанов, а «матерью» — директор гимназии № 24.
В ночь на 7 ноября 2005 года памятник подвергся атаке вандалов, которые раскрасили его в жёлтый цвет, особенно пострадала морда животного.
В 2006 году в школе № 24 был создан музей крокодила. В 2007 году было отпраздновано двухлетие памятника. В настоящее время памятник пользуется популярностью у свадебных кортежей.